# Ioan Miclea (deputat)
Ioan Miclea (n. 18 ianuarie 1945) a fost un deputat român în legislatura 2000-2004, ales în județul Cluj pe listele partidului PRM. Ioan Miclea a fost membru în grupurile parlamentare de prietenie cu Statele Unite Mexicane, Statul Israel, Bosnia și Herțegovina, Albania. 

## Legături externe
- Ioan Miclea Arhivat în 11 aprilie 2021, la Wayback Machine. la cdep.ro